# Kapuschongsiska
Kapuschongsiska (Spinus magellanicus) är en sydamerikansk fågel i familjen finkar inom ordningen tättingar.

## Utseende och läte
Kapuschongsiskan är en vacker fink. Hanen har svart på huvud, vingar och stjärt, olivgult på ovansidan med stora gula vingfläckar och bjärt gul undersida. Honan är mattare färgad och saknar den svarta huvan. Sången består av en lång serie med snabba och gnissliga toner.

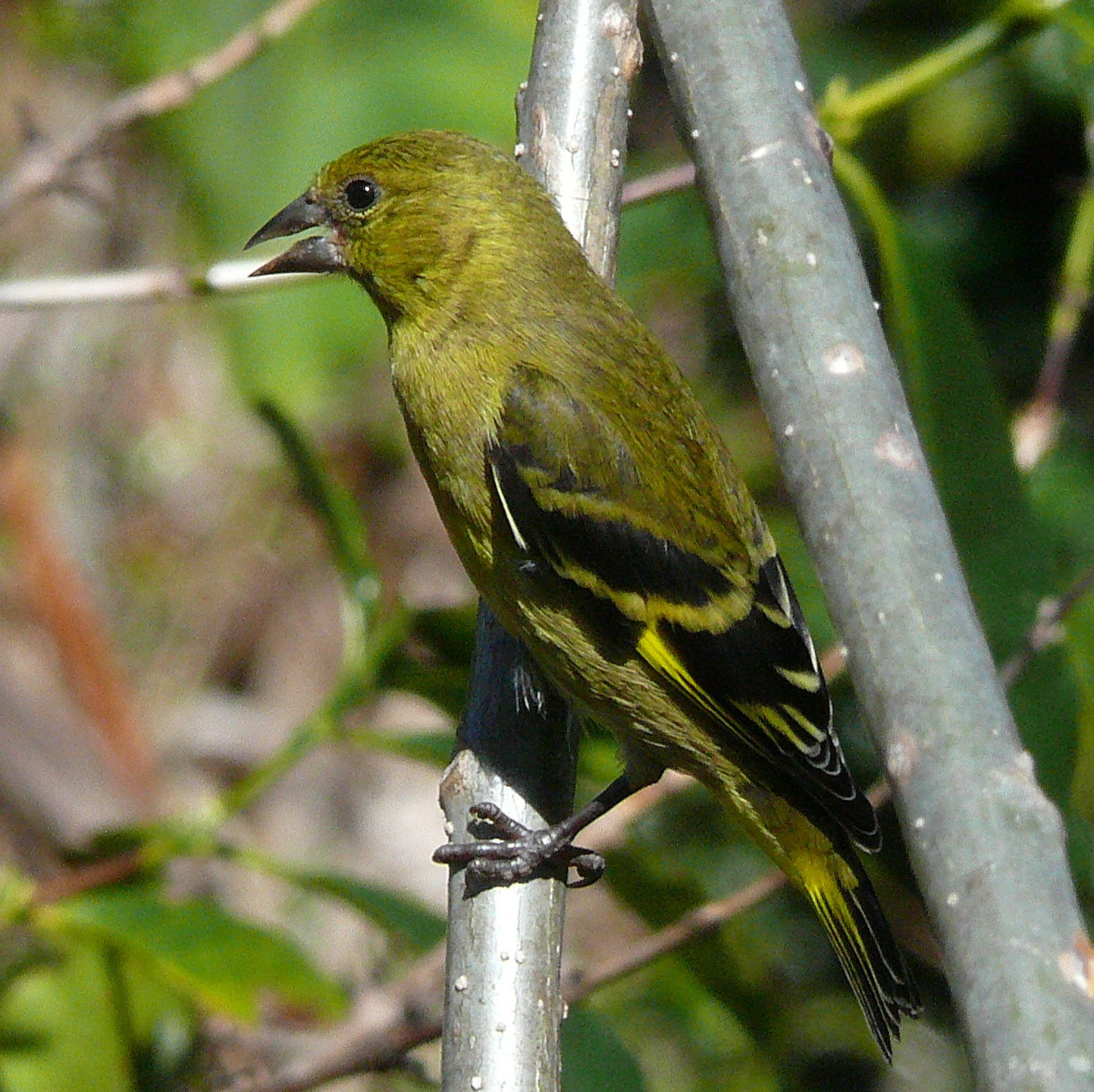
Hona.

## Utbredning och systematik
Kapuschongsiska delas upp i elva underarter med följande utbredning:
- Spinus magellanicus capitalis – förekommer i bergstrakter från sydligaste Colombia till Ecuador och nordvästra Peru
- Spinus magellanicus longirostris – förekommer från sydöstra Venezuela till Guyana och norra Brasilien
- Spinus magellanicus paulus – förekommer i tropiska och subtropiska södra Ecuador och västra Peru (söderut till Arequipa)
- Spinus magellanicus peruanus – förekommer i tropiska och subtropiska centrala Peru (från Huánuco till Ayacucho och Cuzco)
- Spinus magellanicus urubambensis – förekommer i tempererade områden från södra Peru (Cuzco) till norra Chile (Tarapacá)
- Spinus magellanicus bolivianus – förekommer i tempererade områden i centrala och södra Bolivia
- Spinus magellanicus tucumanus – förekommer i nordvästra Argentina (från Jujuy, Santiago och Santa Fe till Mendoza)
- Spinus magellanicus santaecrucis – förekommer i östra förberg till Anderna i Bolivia (Santa Cruz)
- Spinus magellanicus alleni – förekommer från sydöstra Bolivia till Paraguay, nordöstra Argentina och södra Brasilien
- Spinus magellanicus ictericus – förekommer från sydöstra Brasilien (Minas Gerais) till Paraguay och nordostligate Argentina
- Spinus magellanicus magellanicus – förekommer i Uruguay och östra Argentina (från södra Corrientes till Río Negro)

Ofta urskiljs även underarten hoyi med utbredning i centrala Anderna i nordvästra Argentina.

### Släktestillhörighet
Kapuschongsiskan placerades tidigare i det stora släktet Carduelis, men genetiska studier visar att det är kraftigt parafyletiskt och att typarten steglitsen snarare är närmare släkt med vissa arter i Serinus. Numera bryts därför busksiskan liksom övriga amerikanska siskor samt den europeiska och asiatiska grönsiskan ut ur Carduelis och placeras tillsammans med den asiatiska himalayasiskan (tidigare i Serinus) istället till släktet Spinus

## Levnadssätt
Kapuschongsiskan hittas i öppet skogslandskap och gräsmarker med spridda träd. Den är vanligen mycket social och kan ibland bilda flockar tillsammans med andra arter.

## Status
Arten har ett stort utbredningsområde och beståndet anses stabilt. Internationella naturvårdsunionen IUCN listar den därför som livskraftig (LC).